# David Bowe
David Robert Bowe (ur. 19 lipca 1955 w Gateshead) – brytyjski polityk, samorządowiec, nauczyciel, od 1989 do 2004 deputowany do Parlamentu Europejskiego III, IV i V kadencji.

## Życiorys
Kształcił się na politechnikach w Sunderlandzie i Teesside, a także na University of Bath. Przez kilkanaście lat pracował jako nauczyciel w szkole średniej. Od 1983 do 1989 zasiadał w radzie dystryktu Middlesbrough. Zaangażował się w działalność związków zawodowych (m.in. UNISON).
W 1976 wstąpił do Partii Pracy. W latach 1989–2004 z ramienia laburzystów sprawował mandat posła do Parlamentu Europejskiego. Należał m.in. do frakcji socjalistycznej, pracował w Komisji Ochrony Środowiska, Zdrowia i Ochrony Konsumentów. Po zakończeniu pracy w Europarlamencie zajął się działalnością doradczą.